# Liste der Baudenkmale in Beelitz
In der Liste der Baudenkmale in Beelitz sind alle Baudenkmale der brandenburgischen Stadt Beelitz und ihrer Ortsteile aufgelistet. Grundlage ist die Veröffentlichung der Landesdenkmalliste mit dem Stand vom 31. Dezember 2020. Die Bodendenkmale sind in der Liste der Bodendenkmale in Beelitz aufgeführt.

## Legende
In den Spalten befinden sich folgende Informationen:
- ID-Nr.: Die Nummer wird vom Brandenburgischen Landesamt für Denkmalpflege vergeben. Ein Link hinter der Nummer führt zum Eintrag über das Denkmal in der Denkmaldatenbank. In dieser Spalte kann sich zusätzlich das Wort Wikidata befinden, der entsprechende Link führt zu Angaben zu diesem Denkmal bei Wikidata.
- Lage: die Adresse des Denkmales und die geographischen Koordinaten. Link zu einem Kartenansichtstool, um Koordinaten zu setzen. In der Kartenansicht sind Denkmale ohne Koordinaten mit einem roten beziehungsweise orangen Marker dargestellt und können in der Karte gesetzt werden. Denkmale ohne Bild sind mit einem blauen bzw. roten Marker gekennzeichnet, Denkmale mit Bild mit einem grünen beziehungsweise orangen Marker.
- Bezeichnung: Bezeichnung in den offiziellen Listen des Brandenburgischen Landesamtes für Denkmalpflege. Ein Link hinter der Bezeichnung führt zum Wikipedia-Artikel über das Denkmal.
- Beschreibung: die Beschreibung des Denkmales
- Bild: ein Bild des Denkmales und gegebenenfalls einen Link zu weiteren Fotos des Baudenkmals im Medienarchiv Wikimedia Commons

## Denkmalbereich
| ID-Nr.   | Lage   | Bezeichnung                              | Beschreibung | Bild                                     |
| -------- | ------ | ---------------------------------------- | ------------ | ---------------------------------------- |
| 09190595 | (Lage) | Denkmalbereichssatzung der Stadt Beelitz |              | Denkmalbereichssatzung der Stadt Beelitz |

## Baudenkmale in den Ortsteilen

### Beelitz
| ID-Nr.                           | Lage                              | Bezeichnung | Beschreibung | Bild |
| -------------------------------- | --------------------------------- | --- | --- | --- |
| 09190131                         | (Lage)                            | Altstadtbereich | | Altstadtbereich |
| 09190609                         | Karl-Marx-Straße (Lage)           | Park und Sowjetischer Ehrenfriedhof                                                                                         | | weitere Bilder |
| 09191978 Teilobjekt zu: 09190609 | Karl-Marx-Straße (Lage)           | Ehrenfriedhof | Der Friedhof wurde 1947 angelegt. | Ehrenfriedhof |
| 09190025 Wikidata                | Kirchplatz 6 (Lage)               | Stadtpfarrkirche Sankt Marien und Sankt Nikolai                                                                             | Die evangelische Kirche stammt im Ursprung aus dem 13. Jahrhundert. Diese Kirche wurde 1478 bei einem Brand zerstört. Die Kanzel im Inneren wurde 1656 für die Berliner Marienkirche erstellt, 1703 schenkte König Friedrich I. diese der Beelitzer Gemeinde. | weitere Bilder |
| 09190026                         | Berliner Straße 9 (Lage)          | Keller des Wohnhauses | Ob die Kellergewölbe aus dem Jahr 1696 mit dem Abtragen des Wohnhauses erhalten geblieben sind, ist nicht bekannt. | Keller des Wohnhauses |
| 09192589 Teilobjekt zu: 09190026 | Berliner Straße 9 (Lage)          | Wohnhaus | Denkmalverlust Das Wohnhaus wurde 2019 abgetragen. | BW |
| 0912569 Teilobjekt zu: 09190026  | Berliner Straße 9 (Lage)          | Stall & Lagergebäude | Denkmalverlust Stall und Lagergebäude wurden zusammen mit dem Wohnhaus 2019 abgetragen. | BW |
| 09191401                         | Berliner Straße 18 (Lage)         | Gasthof „Deutsches Haus“, bestehend aus Hauptgebäude, Saalbau, Einfriedung, Nebengebäude mit Wohnung und Wirtschaftsgebäude | In der DDR-Zeit beherbergte die ehemalige Gaststätte ein traditionsreiches Kino, nach 1990 wurde der gesamte Komplex geschlossen und die folgenden Jahrzehnte nicht genutzt. Das brandenburgische Ministerium für Infrastruktur hat im Oktober 2016 beschlossen, den Gebäudekomplex zu sanieren und stellt dafür aus dem Bund-Länder-Programm Städtebaulicher Denkmalschutz 850.000 Euro zur Verfügung. Ein Veranstaltungssaal sowie Wohn- und Gewerberäume sollen eingerichtet werden. | Gasthof „Deutsches Haus“, bestehend aus Hauptgebäude, Saalbau, Einfriedung, Nebengebäude mit Wohnung und Wirtschaftsgebäude |
| 09191402 Teilobjekt zu: 09191401 | Berliner Straße 18 (Lage)         | Saalbau / Kino | Ziegelbau mit Satteldach. Der Bau stammt aus dem Jahr 1890 (Änderungsbauten 1911). Der Saalbau ist zur Straße Am Hahn ausgerichtet als südliche Hofbegrenzung. | Saalbau / Kino |
| 09191403 Teilobjekt zu: 09191401 | Berliner Straße 18 (Lage)         | Wohnhaus & Wirtschaftsgebäude                                                                                               | Zweigeschossiger Ziegelbau mit Satteldach. Datiert auf 1890/1905 (Änderungsbauten 1936). Der Bau begrenzt den Hof nach Norden hin, liegt an der Trebbiner Straße. | Wohnhaus & Wirtschaftsgebäude                                                                                               |
| 09191404 Teilobjekt zu: 09191401 | Berliner Straße 18 (Lage)         | Stall & Wirtschaftsgebäude                                                                                                  | Eingeschossiger Ziegelbau mit Satteldach. Datiert auf 1890/1905. Der Bau ist ausgerichtet als östliche Hofbegrenzung. | Stall & Wirtschaftsgebäude                                                                                                  |
| 09190027                         | Berliner Straße 202 (Lage)        | Rathaus | Das Rathaus datiert auf nach 1700. Änderungsbauten erfolgten 1842. | Rathaus |
| 09192585                         | Clara-Zetkin-Straße 194 (Lage)    | Kino | Es handelt sich um den ehemaligen Saalbau der benachbarten Gaststätte, in dem sich später die Venus-Lichtspiele einquartierten. Ziegelbau mit Satteldach. Datiert auf 1875/1989 (Umbauten 1927, 1945, 1950). | weitere Bilder |
| 09190622                         | Clara-Zetkin-Straße 197 (Lage)    | Amtsgericht | Das Haus wurde im Jahr 1912 erbaut und am 1. Oktober 1913 vom Amtsgericht bezogen. Bis zum Jahr 1945 wurden hier die Geschäfte des Gerichts erledigt. Zu den Nebengebäuden gehörten ein Wohnhaus sowie ein Gefängnis. In den 1970er Jahren beherbergte es die „Landwirtschaftliche Berufsschule“. Jetzt befindet sich dort die Polizeiwache Beelitz. | weitere Bilder |
| 09190621                         | Clara-Zetkin-Straße 198 (Lage)    | Diesterweg-Schule | Der dreigeschossige Ziegelbau mit Mansardwalmdach wurde im Jahr 1896 vom Architekten Franz Zwick aus Berlin-Charlottenburg erbaut. Änderungsbauten erfolgten 1906 (Sanierung 1996-1999). | weitere Bilder |
| 09191464                         | Grünstraße 1 (Lage)               | Wohnhaus | | Wohnhaus |
| 09190028                         | Karl-Liebknecht-Straße 4 (Lage)   | Wasserturm | Der Stahlbeton-Klinker-Verblendbau entstand 1927/1928 nach Plänen des Berliner Baumeisters Winter von der Niederbarnimer Kreissiedlungsgenossenschaft. Sein Bau kostete 1,3 Millionen Reichsmark und wurde von der Beelitzer Firma Schielicke und Hotescheck ausgeführt. Am Ende des Zweiten Weltkriegs wurde der Turm von der Wehrmacht zu Verteidigungszwecken genutzt und schließlich schwer beschädigt. 1955–1959 wurde er wiederaufgebaut und in Betrieb genommen. Der Turm besitzt eine quadratische Grundfläche, ist 44 m hoch und diente bis 1967 zur Trinkwasserbereitstellung für das Stadtzentrum von Beelitz. Doch bereits 1928 nutzte das Heimatmuseum der Stadt die unteren Räumlichkeiten für ihre Exponate. Nach seiner Schließung 1967 diente der Turm als Feuerwach- und -meldeturm. Nach der deutschen Wiedervereinigung stand das stadtbildprägende Bauwerk leer, bis sich 1999 zunächst der Verein Zur Rettung des Beelitzer Wasserturms gründete. Dank seiner Aktivitäten und Spendensammlungen erfolgte eine schrittweise umfassende Sanierung des Turms und im umgebauten Dachgeschoss konnte eine kleine öffentlich zugängige Sternwarte eingerichtet und im Jahr 2004 eröffnet werden. Zeitgleich wurde aus dem Verein zur Rettung des Turms der Verein Sternfreunde Beelitz. | weitere Bilder |
| 09190862                         | Karl-Liebknecht-Straße 12 (Lage)  | Wasserwerk mit Wohnhaus und Einfriedung                                                                                     | Erbaut in den Jahren 1927-1928. | Wasserwerk mit Wohnhaus und Einfriedung                                                                                     |
| 09192263 Teilobjekt zu: 09190862 | Karl-Liebknecht-Straße 12 (Lage)  | Maschinenhaus | Eingeschossiger Ziegelbau mit Walmdach. Erbaut in den Jahren 1927-1928. | Maschinenhaus |
| 09192264 Teilobjekt zu: 09190862 | Karl-Liebknecht-Straße 12 (Lage)  | Wohnhaus | Es ist ein eingeschossiger Ziegelbau mit Satteldach. Erbaut in den Jahren 1927-1928. Befindet sich nördlich des Maschinenhauses. | Wohnhaus |
| 09190029                         | Kirchplatz 4 (Lage)               | Wohnhaus | | Wohnhaus |
| 09190030                         | Kirchplatz 5 (Lage)               | Alte Schule | | Alte Schule |
| 09190032                         | Mauerstraße 17 (Lage)             | Wohnhaus | | Wohnhaus |
| 09190033                         | Mühlenstraße 30 (Lage)            | Alte Brauerei mit Hofgebäude                                                                                                | | Alte Brauerei mit Hofgebäude                                                                                                |
| 09190034                         | Mühlenstraße 35 (Lage)            | Wassermühle | Zweigeschossiger Ziegel-Fachwerkbau mit Satteldach. Datiert auf 1726/1750 (nach 1850 erfolgten Änderungsbauten). | weitere Bilder |
| 09191702 Teilobjekt zu: 09190034 | Mühlenstraße 35 (Lage)            | Wohnhaus | Zweigeschossiger Ziegel-Fachwerkbau mit Krüppelwalmdach. Datiert auf 1701/1800. | Wohnhaus |
| 09190036                         | Poststraße 15 (Lage)              | Wohnhaus | | Wohnhaus |
| 09190037                         | Poststraße 16 (Lage)              | Posthalterei | Das Haus stammt aus dem Jahr 1789, es wurde 1987 restauriert. Heute befindet sich hier das Standesamt, eine Bibliothek und ein Museum. | weitere Bilder |
| 09190834                         | Poststraße 22 (Lage)              | Gehöft, bestehend aus Wohnhaus, rechtem Seitenflügel, linkem Seitengebäude, linkem und rechtem Hintergebäude                | | Gehöft, bestehend aus Wohnhaus, rechtem Seitenflügel, linkem Seitengebäude, linkem und rechtem Hintergebäude                |
| 09192229 Teilobjekt zu: 09190834 | Poststraße 22 (Lage)              | Wohnhaus | Zweigeschossiger Bau mit Krüppelwalmdach. Datiert auf das Jahr 1784. | Wohnhaus |
| 09192230 Teilobjekt zu: 09190834 | Poststraße 22 (Lage)              | Stall & Speicher | Zweigeschossiger Fachwerkbau mit Satteldach. Erbaut im Jahr 1786. Lage: auf der rechten Hofseite. | Stall & Speicher |
| 09192231 Teilobjekt zu: 09190834 | Poststraße 22 (Lage)              | Waschküche und Werkstatt | Zweigeschossiger Ziegelbau mit Pultdach. Datiert auf ca. 1900. Der Bau befindet sich auf der linken Hofseite. | BW |
| 09192232 Teilobjekt zu: 09190834 | Poststraße 22 (Lage)              | Stall & Remise & Speicher                                                                                                   | Zweigeschossiger Fachwerkbau mit Satteldach. Erbaut im Jahr 1786. Lage: auf der rückwärtigen linken Hofseite. | Stall & Remise & Speicher                                                                                                   |
| 09192233 Teilobjekt zu: 09190834 | Poststraße 22 (Lage)              | Stall und Speicher | Zweigeschossiger Ziegelbau mit Satteldach. Datiert auf ca. 1900. Lage: auf der rückwärtigen rechten Hofseite. | Stall und Speicher |
| 09190993                         | Poststraße 29 (Lage)              | Wohnhaus mit Wirtschaftsgebäude                                                                                             | | Wohnhaus mit Wirtschaftsgebäude                                                                                             |
| 09192415 Teilobjekt zu: 09190993 | Poststraße 29 ()                  | Wirtschaftsgebäude | | ein Bild hochladen |
| 09190038                         | Straße des Aufbaus 6a (Lage)      | Jüdischer Friedhof | Der jüdische Friedhof bestand bereits in der ersten Hälfte des 18. Jahrhunderts. 1789 wurde er erweitert. Auch die Toten der jüdischen Gemeinden Trebbin, Luckenwalde und Jüterbog wurden hier beigesetzt. Bereits 1775 war auch ein Taharahaus zur Waschung der Toten vorhanden (besteht nicht mehr). In der NS-Zeit sollte der Friedhof beseitigt werden. 1938 wurde er großenteils zerstört. Nach 1945 wurde er – soweit möglich – wieder instand gesetzt. 1988 erfolgte eine Renovierung. Es sind noch 48 Grabsteine in sechs erkennbaren Reihen erhalten. Der älteste lesbare Stein ist ein Doppelgrabstein mit den Jahreszahlen 1752 und 1764. Der jüngste Stein stammt vom November 1925. | weitere Bilder |
| 09190696                         | Trebbiner Straße 7 (Lage)         | Mausoleum der Familie Haseloff, auf dem Friedhof                                                                            | Datiert ca. auf das Jahr 1904. | Mausoleum der Familie Haseloff, auf dem Friedhof                                                                            |
| 09190863                         | Trebbiner Straße 79 (Lage)        | Bockwindmühle Beelitz | | weitere Bilder |
| 09190040                         | Trebbiner Straße 110 (Lage)       | Kanonenkugel am Ostgiebel des Wohnhauses                                                                                    | Die Kugel erinnert an die russische Besetzung Berlins im Oktober 1760 durch Kosakeneinheiten unter dem sächsisch-russischen General Heinrich von Tottleben und die Befreiung Berlins im Oktober 1813 durch Kosakenregimente von den Truppen Napoleons. | Kanonenkugel am Ostgiebel des Wohnhauses                                                                                    |
| 09190666                         | Treuenbrietzener Straße 13 (Lage) | Chausseehaus | Das Chausseehaus an der Straße nach Treuenbrietzen ist auf 1816/17 datiert. | Chausseehaus |
| 09191542                         | Zum Bahnhof (Lage)                | Bahnhof Beelitz Stadt, bestehend aus Empfangsgebäude und Güterboden                                                         | Der Bahnhof an der Bahnstrecke Jüterbog–Nauen wurde 1904 eröffnet. Bahnhofsempfangsgebäude: Ein- und zweigeschossiger Ziegelbau mit Sattel- und Walmdach. Datiert auf das Hahr 1903. | weitere Bilder |
| 09191543 Teilobjekt zu: 09191542 | Zum Bahnhof (Lage)                | Güterschuppen | Eingeschossiger Ziegelbau mit Satteldach. Ein Zwischenbau stellt die Verbindung zum Empfangsgebäude her. Der Güterschuppen steht nördlich vom Empfangsgebäude. Datiert auf das Jahr 1903. | Güterschuppen |

### Buchholz
| ID-Nr.                           | Lage                     | Bezeichnung | Beschreibung | Bild                            |
| -------------------------------- | ------------------------ | --- | --- | ------------------------------- |
| 09190110                         | (Lage)                   | Dorfkirche | Die Saalkirche entstand im 18. Jahrhundert und wurde 1882 um einen Chor erweitert. Im Innern des flach gedeckten Sakralbaus steht eine Kanzel aus dem 18. Jahrhundert sowie eine Fünte aus dem Jahr 1794. | weitere Bilder                  |
| 09190825                         | Bahnhofstraße (Lage)     | Bahnhof Buchholz bei Beelitz mit folgenden Gebäuden und Anlagen: Empfangsgebäude mit Güterschuppen, Lagergebäude für Brennstoffe, Wohnhaus mit kleinem Wirtschaftsgebäude (Bahnhofstraße 75b), Bahnhofsschild | Der Bahnhof wurde 1908 im Zug des Baus der Strecke Treuenbrietzen–Wildpark eröffnet, aus dieser Zeit stammt auch das ungewöhnlich große Empfangsgebäude. Im Jahr 2013 wurde der Bahnsteig einige hundert Meter nach Süden in ortsnähere Lage verlegt, das Bahnhofsgebäude ist in Privatbesitz. Ebenfalls denkmalgeschützt ist ein ehemals zum Bahnhof gehörendes Wohnnaus südlich des Empfangsgebäudes, welches auch privat genutzt wird.(Stand Oktober 2013) | weitere Bilder                  |
| 09192218 Teilobjekt zu: 09190825 | Bahnhofstraße ()         | Bahnhofsempfangsgebäude | | ein Bild hochladen              |
| 09192219 Teilobjekt zu: 09190825 | Bahnhofstraße ()         | Güterschuppen | | ein Bild hochladen              |
| 09192220 Teilobjekt zu: 09190825 | Bahnhofstraße ()         | Lagerhaus | | ein Bild hochladen              |
| 09192221 Teilobjekt zu: 09190825 | Bahnhofstraße 75b ()     | Wohnhaus | | ein Bild hochladen              |
| 09192223 Teilobjekt zu: 09190825 | Bahnhofstraße 75b ()     | Wirtschaftsgebäude | | ein Bild hochladen              |
| 09192222 Teilobjekt zu: 09190825 | Bahnhofstraße ()         | Stellwerk | Es ist das Stellwerk Zn. | ein Bild hochladen              |
| 09190111                         | Chausseestraße 40 (Lage) | Gasthof „Zum König von Preußen“ | Der frühere Gasthof wird als Wohnhaus genutzt. | Gasthof „Zum König von Preußen“ |

### Elsholz
| ID-Nr.                           | Lage                           | Bezeichnung   | Beschreibung | Bild           |
| -------------------------------- | ------------------------------ | ------------- | --- | -------------- |
| 09190141                         | (Lage)                         | Dorfkirche    | Die Dorfkirche wurde 1712 als verputzter Rechtecksaal errichtet. Der Fachwerkturm entstand in den Jahren 1796 und 1797. Im Innern befindet sich eine Hufeisenempore aus dem 18. Jahrhundert sowie ein Altaraufsatz aus dem Anfang des 18. Jahrhunderts, der nachträglich zu einem Kanzelaltar umgebaut wurde. | weitere Bilder |
| 09190785                         | Elsholzer Dorfstraße 15 (Lage) | Pfarrhaus     | | Pfarrhaus      |
| 09190776                         | Elsholzer Dorfstraße 47 (Lage) | Schule        | | weitere Bilder |
| 09192168 Teilobjekt zu: 09190776 | Elsholzer Dorfstraße 47 (Lage) | Schule        | Eingeschossiger Ziegelbau mit Satteldach. Datiert auf das Jahr 1860 (Erweiterungsbauten um das Jahr 1900 herum). | Schule         |
| 09192169 Teilobjekt zu: 09190776 | Elsholzer Dorfstraße 47 (Lage) | Stall         | Eineinhalbgeschossiger Ziegelbau mit Satteldach. Datiert auf etwa 1900. Der Stall liegt hinter dem Wohnhaus, parallel zu diesem. | Stall          |
| 09192170 Teilobjekt zu: 09190776 | Elsholzer Dorfstraße 47 (Lage) | Toilettenhaus | Eingeschossiger Ziegelbau mit Satteldach. Datiert auf etwa 1900. Das Haus liegt hinter dem Wohnhaus, parallel zu diesem. | Toilettenhaus  |
| 09190782                         | Elsholzer Dorfstraße 51 (Lage) | Gehöft        | Bei diesem Gehöft handelt es sich um einen Vierseithof. | Gehöft         |
| 0912171 Teilobjekt zu: 09190782  | Elsholzer Dorfstraße 51 (Lage) | Wohnhaus      | Eingeschossiger Ziegelbau mit Satteldach. Datiert auf 1801/1825. Das Wohnhaus liegt auf der westlichen Hofseite. | Wohnhaus       |
| 0912172 Teilobjekt zu: 09190782  | Elsholzer Dorfstraße 51 (Lage) | Schweinestall | Eineinhalbgeschossiger Ziegelbau mit Satteldach. Datiert auf das Jahr 1896. Der Schweinestall liegt auf der nördlichen Hofseite. | Schweinestall  |
| 0912173 Teilobjekt zu: 09190782  | Elsholzer Dorfstraße 51 (Lage) | Scheune       | Bei dem eingeschossigen Ziegelbau mit Satteldach handelt es sich um eine Durchfahrtsscheune. Sie datiert auf das Jahr 1896. Die Scheune begrenzt den Hof nach Osten hin. | Scheune        |
| 0912174 Teilobjekt zu: 09190782  | Elsholzer Dorfstraße 51 (Lage) | Kuhstall      | Eineinhalbgeschossiger Ziegelbau mit Satteldach. Der Stall datiert auf das Jahr 1896. Er begrenzt den Hof nach Süden hin. | BW             |

### Heilstätten
| ID-Nr.                           | Lage                                                                                   | Bezeichnung | Beschreibung | Bild                                   |
| -------------------------------- | -------------------------------------------------------------------------------------- | --- | --- | -------------------------------------- |
| 09190563                         | (Lage)                                                                                 | Lungenheilstätten, bestehend aus Frauen-Lungenheilstätte, Männer-Lungenheilstätte, Männersanatorium, Frauensanatorium und den gärtnerisch gestalteten Freiflächen innerhalb dieser Bereiche | Weitläufige Musteranlage, 1898–1902 von Heino Schmieden und Julius Boethke, 1905–08 und 1926–30 Erweiterungen von Fritz Schulz, im Wesentlichen der Erstplanung folgend. Die repräsentativ gestalteten Putz-Ziegel-Bauten der Sanatorien- bzw. Lungenheilstättenkomplexe für Männer und Frauen jeweils paarig in weitläufige Gartenanlagen im gemischten Stil aus regelmäßig gestalteten Partien und umgebenen Waldpark (K. Koopmann) eingebettet. Exemplarisch für die vorherrschende – Elemente des Heimatstils mit historistischen Adaptionen kombinierende – Stilrichtung ist das monumentale Hauptgebäude; herausragend die medizinische Badeanstalt mit oktogonalem Kuppelsaal und das Kessel- und Maschinenhaus mit Wasserturm, dieser mit Wahrzeichencharakter. Nach 1928 Ergänzungen unter Aufgreifen expressionistischer Formen in der Art von F. Höger; eindrucksvoll die Chirurgie und das Wäschereigebäude aus roten Klinkern mit asymmetrisch eingebrochenen vertikalen Fensterzonen, scharfkantigen Giebeln und Hausteinapplikationen. Nach 1945 diente die Anlage als Militärkrankenhaus der Roten Armee. Nach Abzug der Sowjets 1994 wurde viel durch Vandalismus zerstört. Inzwischen wurden die Gebäude teilweise restauriert und umfunktioniert. | weitere Bilder                         |
| 09191891 Teilobjekt zu: 09190563 | ()                                                                                     | Wandelhalle & Liegehalle | | ein Bild hochladen                     |
| 09191893 Teilobjekt zu: 09190563 | (Lage)                                                                                 | Küchengebäude & Wäscherei | Dreigeschossiger Ziegelbau mit Krüppelwalmdach. Datiert auf 1898-1902. | Küchengebäude & Wäscherei              |
| 09191894 Teilobjekt zu: 09190563 | Straße nach Fichtenwalde 1 (Lage)                                                      | Badehaus | Dreigeschossiger Ziegelbau mit Krüppelwalmdach. Datiert auf 1898-1902. | Badehaus                               |
| 09191895 Teilobjekt zu: 09190563 | Am Alten Jagstern 3 a; Am Heizkraftwerk 2 (Lage)                                       | Kesselhaus & Maschinenhaus | Zweigeschossige Ziegelbauten, jeweils mit einem Krüppelwalmdach versehen. Nach einem Entwurf von Heino Schmieden und Julius Boethke. Datiert auf 1898-1902. | Kesselhaus & Maschinenhaus             |
| 09191381 Teilobjekt zu: 09190563 | Am Alten Jagstern 3 (Lage)                                                             | Wasserturm | Der Wasserturm fügt sich südlich an das Kessel- u. Maschinenhaus an. Der Ziegelbau ist datiert auf 1898/1902. | Wasserturm                             |
| 09191896 Teilobjekt zu: 09190563 | Dr.-Hermann-Straße (Lage)                                                              | Werkstattgebäude | Werkstatt der Lungenheilstätte für Männer. Erbaut im Jahr 1902. | Werkstattgebäude                       |
| 09191897 Teilobjekt zu: 09190563 | Paracelsusring 2 (Lage)                                                                | Desinfektionsgebäude | | Desinfektionsgebäude                   |
| 09191898 Teilobjekt zu: 09190563 | Straße nach Fichtenwalde 11 (Lage)                                                     | Villa | Es handelt sich um die Arzt-Villa. Für den Entwurf zeichneten sich die Architekten Heino Schmieden und Julius Boethke verantwortlich. Datiert auf 1898-1902. | Villa                                  |
| 09191899 Teilobjekt zu: 09190563 | Straße nach Fichtenwalde 10 (Lage)                                                     | Stall | | Stall                                  |
| 09191900 Teilobjekt zu: 09190563 | (Lage)                                                                                 | Gärtnerhaus | Scheint offensichtlich nicht mehr zu existieren. | BW                                     |
| 09191901 Teilobjekt zu: 09190563 | ()                                                                                     | Verwaltungsgebäude | | ein Bild hochladen                     |
| 09191902 Teilobjekt zu: 09190563 | ()                                                                                     | Kegelbahn | | ein Bild hochladen                     |
| 09191903 Teilobjekt zu: 09190563 | An den Brunnen / Waldseeallee (Lage)                                                   | Pumpenhaus | Eingeschossiger Ziegelbau mit Satteldach. Datiert auf 1898-1902. | Pumpenhaus                             |
| 09191904 Teilobjekt zu: 09190563 | Straße nach Fichtenwalde 4 (Lage)                                                      | Pförtnerhaus | | Pförtnerhaus                           |
| 09191905 Teilobjekt zu: 09190563 | Dr.-Hermann-Straße (Lage)                                                              | Lüftungsgebäude | | Lüftungsgebäude                        |
| 09191906 Teilobjekt zu: 09190563 | Straße nach Fichtenwalde 1, An der Heilstättenbahn 3a, 3b, 4a, 4b, 5a, 5b, 6, 7 (Lage) | Wohnhaus | | Wohnhaus                               |
| 09191907 Teilobjekt zu: 09190563 | (Lage)                                                                                 | Sanatorium | Männer-Sanatorium: dreigeschossiger Ziegel-Klinker-Bau mit Walmdach. Datiert auf 1905-1908. Frauen-Sanatorium: dreigeschossiger Ziegel-Klinker-Bau mit Walmdach. Datiert auf 1905-1908. | Sanatorium                             |
| 09191908 Teilobjekt zu: 09190563 | ()                                                                                     | Wirtschaftsgebäude | | ein Bild hochladen                     |
| 09191909 Teilobjekt zu: 09190563 | Am Alten Jagdstern 3 (Lage)                                                            | Bäckerei | Zweigeschossiger Ziegelbau mit Krüppelwalmdach. | Bäckerei                               |
| 09191910 Teilobjekt zu: 09190563 | Straße nach Fichtenwalde 8 (Lage)                                                      | Postgebäude | Dreigeschossiger Ziegel- und Klinkerbau mit Mansarddach. Datiert auf 1905-1908. | Postgebäude                            |
| 09191911 Teilobjekt zu: 09190563 | Am Heizkraftwerk 1 (Lage)                                                              | Schlosserei | | Schlosserei                            |
| 09191912 Teilobjekt zu: 09190563 | (Lage)                                                                                 | Remise | Eingeschossiger Ziegelbau mit Pultdach. | Remise                                 |
| 09191913 Teilobjekt zu: 09190563 | Straße Am Bahnhof 2, 2a (Lage)                                                         | Restaurant | Zweigeschossiger Ziegelbau mit Krüppelwalmdach. Datiert auf 1905-1908. | Restaurant                             |
| 09191914 Teilobjekt zu: 09190563 | ()                                                                                     | Operationsgebäude | | ein Bild hochladen                     |
| 09191915 Teilobjekt zu: 09190563 | m Alten Jagdstern 4a, 4b (Lage)                                                        | Wäscherei | Viergeschossiger Ziegel- und Klinkerbau mit Satteldach. Datiert erbaut in den Jahren 1926-1928. | Wäscherei                              |
| 09191916 Teilobjekt zu: 09190563 | Straße nach Fichtenwalde 9 (Lage)                                                      | Kiosk | Eingeschossiger Ziegel- und Klinkerbau mit Walmdach. Datiert auf 1926-1930. | Kiosk                                  |
| 09191917 Teilobjekt zu: 09190563 | Straße nach Fichtenwalde (Lage)                                                        | Gewächshaus | Dieses Gebäude existiert nicht mehr. | BW                                     |
| 09191918 Teilobjekt zu: 09190563 | Robinienweg 1, 3a, 3b, 5a, 5b, 7a, 7b, 9a, 9b (Lage)                                   | Wohnhaus | | Wohnhaus                               |
| 09190564                         | Straße nach Fichtenwalde 16 (Lage)                                                     | Neue Heilstätten (Ausweichkrankenhaus) | Krankenhaus-Sonderanlage Beelitz, geplant von Egon Eiermann 1942–44 als Ausweichkrankenhaus für Potsdam. Sechs sachlich nüchterne Krankenhausbaracken mit rotbunter Ziegelverblendung sind strahlenförmig einem geschwungenen Verbindungsgang angegliedert. Die Lage zwischen tarnenden Bäumen sollte vor Bombardierung schützen. Jetzt werden die Gebäude als Parkinsonklinik und Krankenpflegeschule genutzt. | Neue Heilstätten (Ausweichkrankenhaus) |
| 09191919 Teilobjekt zu: 09190564 | Straße nach Fichtenwalde 16 ()                                                         | Pförtnerhaus | Ursprünglich Aussegnungshalle/Kapelle: Eingeschossiger Ziegelbau mit Satteldach, datiert auf 1943-1944. | ein Bild hochladen                     |
| 09191920 Teilobjekt zu: 09190564 | Straße nach Fichtenwalde 16 ()                                                         | Verwaltungsgebäude | Eingeschossiger Ziegelbau mit Satteldach, datiert auf 1943-1944. | ein Bild hochladen                     |
| 09191921 Teilobjekt zu: 09190564 | Straße nach Fichtenwalde 16 (Lage)                                                     | Verbindungsgang | Eingeschossiger Ziegelbau mit Satteldach, datiert auf 1943-1944. | Verbindungsgang                        |
| 09191922 Teilobjekt zu: 09190564 | Straße nach Fichtenwalde 16 (Lage)                                                     | Wohnhaus | Es handelt sich um 'Haus 19', das ehemalige Ärztewohnhaus u. Schwesternheim: Eingeschossiger Ziegelbau mit Satteldach, datiert auf 1943-1944. | Wohnhaus                               |
| 09191923 Teilobjekt zu: 09190564 | Straße nach Fichtenwalde 16 ()                                                         | Operationssaal | Eingeschossiger Ziegelbau mit Satteldach, datiert auf 1943-1944. | ein Bild hochladen                     |
| 09191924 Teilobjekt zu: 09190564 | Straße nach Fichtenwalde 16 (Lage)                                                     | Bettenhaus | Es handelt sich um 'Bettengebäude 16': Eingeschossiger Ziegelbau mit Satteldach, datiert auf 1943-1944. | Bettenhaus                             |
| 09191925 Teilobjekt zu: 09190564 | Straße nach Fichtenwalde 16 ()                                                         | Bettenhaus | Es handelt sich um 'Bettengebäude P2': Eingeschossiger Ziegelbau mit Satteldach, datiert auf 1943-1944. | ein Bild hochladen                     |
| 09191926 Teilobjekt zu: 09190564 | Straße nach Fichtenwalde 16 ()                                                         | Bettenhaus | Es handelt sich um 'Bettengebäude P3': Eingeschossiger Ziegelbau mit Satteldach, datiert auf 1943-1944. | ein Bild hochladen                     |
| 09191927 Teilobjekt zu: 09190564 | Straße nach Fichtenwalde 16 ()                                                         | Bettenhaus | Es handelt sich um 'Bettengebäude P4': Eingeschossiger Ziegelbau mit Satteldach, datiert auf 1943-1944. | ein Bild hochladen                     |
| 09191928 Teilobjekt zu: 09190564 | Straße nach Fichtenwalde 16 ()                                                         | Bettenhaus | Es handelt sich um 'Bettengebäude P5': Eingeschossiger Ziegelbau mit Satteldach, datiert auf 1943-1944. | ein Bild hochladen                     |
| 09191929 Teilobjekt zu: 09190564 | Straße nach Fichtenwalde 16 ()                                                         | Bettenhaus | Es handelt sich um 'Bettengebäude P1 Tb': Eingeschossiger Ziegelbau mit Satteldach, datiert auf 1943-1944. | ein Bild hochladen                     |
| 09191930 Teilobjekt zu: 09190564 | Straße nach Fichtenwalde 16 ()                                                         | Krankenhaus | Onkologische Abteilung: Eingeschossiger Ziegelbau mit Satteldach, datiert auf 1943-1944. | ein Bild hochladen                     |
| 09191931 Teilobjekt zu: 09190564 | Straße nach Fichtenwalde 16 ()                                                         | Heizhaus & Wäscherei | Eingeschossiger Ziegelbau mit Satteldach. Datiert auf die Jahre 1943-1944. | ein Bild hochladen                     |

### Kanin
| ID-Nr.            | Lage   | Bezeichnung | Beschreibung | Bild           |
| ----------------- | ------ | ----------- | --- | -------------- |
| 09190115 Wikidata | (Lage) | Dorfkirche  | Der Turm der evangelischen Kirche wurde im Kern im 13. Jahrhundert errichtet. Die Kirche stammt aus der Spätgotik. Im Inneren stammt der Altaraufsatz aus dem Ende des 17. Jahrhunderts. Im Rahmen von Dreharbeiten für die vierzehnteilige RTL-Fernsehserie „Der Heiland auf dem Eiland“ hielt TV-Komödiant Jürgen von der Lippe hier seine Predigten | weitere Bilder |

### Klaistow
| ID-Nr.   | Lage              | Bezeichnung            | Beschreibung | Bild           |
| -------- | ----------------- | ---------------------- | --- | -------------- |
| 09190598 | (Lage)            | Rundplatzdorf          | | Rundplatzdorf  |
| 09190116 | Dorfaue 16 (Lage) | (Wohnhaus) Schäferhaus | Das Schäferhaus (heute Wohnhaus) wurde in der Mitte des 18. Jahrhunderts erbaut. Es ist ein eingeschossiges Fachwerkhaus, die Giebel sind verbrettert. | weitere Bilder |

### Reesdorf
| ID-Nr.   | Lage   | Bezeichnung   | Beschreibung | Bild           |
| -------- | ------ | ------------- | --- | -------------- |
| 09190600 | (Lage) | Rundplatzdorf | | Rundplatzdorf  |
| 09190364 | (Lage) | Dorfkirche    | Die barocke Kirche entstand im Jahr 1775 vermutlich auf den Resten eines Vorgängerbaus aus dem 14. Jahrhundert. Die Kanzel und die Hufeisenempore stammen aus der Bauzeit; die Orgel aus der Mitte des 19. Jahrhunderts. | weitere Bilder |

### Rieben
| ID-Nr.                           | Lage   | Bezeichnung | Beschreibung | Bild           |
| -------------------------------- | ------ | ----------- | --- | -------------- |
| 09190764                         | (Lage) | Dorfkirche  | Die evangelische Dorfkirche wurde 1813 erbaut. Es ist ein Saalbau mit einem quadratischen Westturm. Im Jahre 1970 wurde die Kirche renoviert. Von 2006 bis 2012 wurde die Kirche saniert, dabei wurde auch das Innere verändert. | weitere Bilder |
| 09191665 Teilobjekt zu: 09190764 | (Lage) | Orgel       | Die Orgel stammt vom Adam Eifert aus Thüringen aus dem Jahr 1896. | Orgel          |

### Salzbrunn
| ID-Nr.   | Lage   | Bezeichnung | Beschreibung | Bild           |
| -------- | ------ | ----------- | --- | -------------- |
| 09190762 | (Lage) | Dorfkirche  | Die evangelische Dorfkirche ist eine Saalkirche, die in den Jahren 1784/1785 von den Pfälzer Siedlern errichtet wurde. In den Jahren 2003 und 2004 erfolgte eine umfangreiche Sanierung. Im Innern befindet sich eine schlichte Ausstattung aus der Bauzeit. | weitere Bilder |

### Schäpe
| ID-Nr.   | Lage   | Bezeichnung | Beschreibung | Bild           |
| -------- | ------ | ----------- | --- | -------------- |
| 09191000 | (Lage) | Dorfkirche  | Die erste Kirche in Schäpe entstand um 1770. Im Jahr 1824 verbrannte sie nach einem Blitzschlag. 1827 begann der Bau einer neuen Kirche nach Plänen von Karl Friedrich Schinkel. Er orientierte sich dabei an toskanischen Vorbildern. Der angrenzende Turm stammt aus dem Jahr 1864. | weitere Bilder |

### Schlunkendorf
| ID-Nr.                           | Lage   | Bezeichnung                                                                    | Beschreibung | Bild                                                                           |
| -------------------------------- | ------ | ------------------------------------------------------------------------------ | --- | ------------------------------------------------------------------------------ |
| 09190985                         | (Lage) | Dorfkirche                                                                     | Die Dorfkirche wurde im 18. Jahrhundert erbaut. Im Innern des schlichten Bauwerks befinden sich eine Hufeisenempore sowie eine Kanzel aus der Bauzeit der Kirche. | weitere Bilder                                                                 |
| 0911255 Teilobjekt zu: 09190985  | (Lage) | Orgel                                                                          | | BW                                                                             |
| 09192565 Teilobjekt zu: 09190985 | (Lage) | Glocke                                                                         | | BW                                                                             |
| 09190383                         | (Lage) | Denkmal „Sozialistische Umgestaltung in der Landwirtschaft“, auf dem Dorfplatz | | Denkmal „Sozialistische Umgestaltung in der Landwirtschaft“, auf dem Dorfplatz |

### Schönefeld
| ID-Nr.                           | Lage                              | Bezeichnung | Beschreibung | Bild                      |
| -------------------------------- | --------------------------------- | --- | --- | ------------------------- |
| 09190821                         | Birkenallee 10, 11 (Lage)         | Funkstation mit Hauptgebäude, zwei Nebengebäuden, Einstiegshäuschen, Wohnhaus, Verwaltungsgebäude mit Schaltgebäude, Pförtnerhaus, zwei Wachtürmen, Messhaus | Die Funkstation befindet sich südlich des Dorfes. | BW                        |
| 09192206 Teilobjekt zu: 09190821 | Birkenallee 10, 11 ()             | Funkstation | | ein Bild hochladen        |
| 09192207 Teilobjekt zu: 09190821 | Birkenallee 10, 11 ()             | Trafostation | | ein Bild hochladen        |
| 09192208 Teilobjekt zu: 09190821 | Birkenallee 10, 11 ()             | Werkstattgebäude | | ein Bild hochladen        |
| 09192209 Teilobjekt zu: 09190821 | Birkenallee 10, 11 ()             | Wohnhaus | | ein Bild hochladen        |
| 09192210 Teilobjekt zu: 09190821 | Birkenallee 10, 11 ()             | Verwaltungsgebäude & Schalthaus | | ein Bild hochladen        |
| 09192211 Teilobjekt zu: 09190821 | Birkenallee 10, 11 ()             | Pförtnerhaus | | ein Bild hochladen        |
| 09192212 Teilobjekt zu: 09190821 | Birkenallee 10, 11 ()             | Wachturm | | ein Bild hochladen        |
| 09192213 Teilobjekt zu: 09190821 | Birkenallee 10, 11 ()             | Wirtschaftsgebäude | | ein Bild hochladen        |
| 09190041                         | Schönefelder Dorfstraße (Lage)    | Dorfkirche | Die Feldsteinkirche entstand im 13. Jahrhundert. Sie wurde barock überformt und um einen Westturm ergänzt. Im Innern befinden sich ein Kanzelaltar aus dem Jahr 1715 sowie Reste mittelalterlicher Wandmalereien. | weitere Bilder            |
| 09190719                         | Schönefelder Dorfstraße 13 (Lage) | Backofen | | BW                        |
| 09190853                         | Schönefelder Dorfstraße 17 (Lage) | Wohnhaus mit Stallgebäude | | Wohnhaus mit Stallgebäude |
| 09192258 Teilobjekt zu: 09190853 | Schönefelder Dorfstraße 17 ()     | Wohnhaus | | ein Bild hochladen        |
| 09192259 Teilobjekt zu: 09190853 | Schönefelder Dorfstraße 17 ()     | Stall | | ein Bild hochladen        |
| 09190698                         | Schönefelder Dorfstraße 19 (Lage) | Dorfschule | | Dorfschule                |

### Wittbrietzen
| ID-Nr.   | Lage   | Bezeichnung | Beschreibung | Bild           |
| -------- | ------ | ----------- | --- | -------------- |
| 09190541 | (Lage) | Dorfkirche  | Die Dorfkirche ist eine spätromanische Feldsteinkirche und wurde in den Jahren 1226 bis 1250 erbaut; 1847 erfolgte ein erheblicher Umbau. Aus dieser Zeit stammt auch die Kirchenausstattung. | weitere Bilder |

### Zauchwitz
| ID-Nr.   | Lage   | Bezeichnung | Beschreibung | Bild           |
| -------- | ------ | ----------- | --- | -------------- |
| 09190549 | (Lage) | Dorfkirche  | Die Dorfkirche Zauchwitz wurde 1459 erstmals urkundlich erwähnt. Untersuchungen ergaben jedoch, dass die Feldsteinkirche auf einen Vorgängerbau aus dem 13. Jahrhundert errichtet wurde. Im Innern befinden sich ein Kanzelaltar aus dem Jahr 1726 sowie eine Süd- und Ostempore aus dem 18. Jahrhundert. Bei den Sanierungsarbeiten in den 1990er Jahren konnten Experten eine ornamentale Fensterrahmung freilegen, die aus dem Mittelalter stammt. | weitere Bilder |

## Trivia
1. ↑   In Kertsch auf der ukrainischen Krim erinnert das Fort Tortleben an den „tollkühne Sachsen im russischen Dienst“. Wegen der historisch geschützten Festungsanlage wurde die Trasse der 2018 eröffneten Krim-Brücke umgeleitet.
2. ↑  In Russland ist der Grenzort Berlin (russisch Берли́н) nach dem Ereignis benannt.

- Karte mit allen Koordinaten:
- OSM |
- WikiMap